# MonChou
MonChou (Frans voor mijn wang/mijn liefje of honing) is een merknaam en roomkaas van zuivelcoöperatie FrieslandCampina. De kaas wordt alleen in Nederland verkocht.
De roomkaas kan gebruikt worden als broodbeleg, maar ook in koude en warme gerechten. Het is bekend geworden door de MonChou-taart met een bodem van Bastognekoeken en kersen als topping. Er kan ook cheesecake mee worden gemaakt. 

## Assortiment
Van 1947 tot 1988 bestond het portfolio van MonChou uit een wikkelverpakking van 100 gram. In 1998 is het assortiment uitgebreid met MonChou zacht en luchtig, verpakt in een kuipje. Beide varianten worden enkel verkocht in Nederland. Dr. Oetker heeft een MonChou-taart variant in het assortiment in de vorm van een bakmix. Aan deze mix dienen nog enkele ingrediënten toegevoegd te worden, waaronder MonChou.